# Davis Cup Award of Excellence
Der Davis Cup Award of Excellence ist eine Auszeichnung der International Tennis Federation (ITF) und der International Tennis Hall of Fame (IHF), die seit 2001 jährlich an Davis-Cup-Spieler vergeben wird.

## Geschichte
Die Auszeichnung wird seit 2001 im Rahmen des jeweiligen Endspiels des Davis Cups an einen aktiven oder ehemaligen Spieler des Gastgeberlandes verliehen.

## Kriterien
Die geehrten Spieler haben die Ideale und den Geist des Wettbewerbs in besonders eindrucksvoller Weise im Davis Cup für ihr Land vertreten.

## Preisträger
| Jahr | Preisträger                     |
| ---- | ------------------------------- |
| 2001 | Neale Fraser                    |
| 2002 | Pierre Darmon                   |
| 2003 | John Newcombe                   |
| 2004 | Manuel Santana                  |
| 2005 | Goran Ivanišević Miloslav Mečíř |
| 2006 | Alexander Metreweli             |
| 2007 | Stan Smith                      |
| 2008 | Guillermo Vilas                 |
| 2009 | Manuel Orantes                  |
| 2010 | Slobodan Živojinović            |
| 2011 | Emilio Sánchez Vicario          |
| 2012 | Ivan Lendl                      |
| 2013 | Nenad Zimonjić                  |
| 2014 | Guy Forget Henri Leconte        |
| 2015 | nicht vergeben                  |
| 2016 | Ivan Ljubičić                   |